# Federico Williams
Federico Williams (San Miguel de Tucumán, 17 gennaio 1966) è un ex rugbista a 15 argentino internazionale per l'Italia.
Estremo di ruolo, vinse tre campionati argentini in patria e altrettanti in Italia con il Milan.
Vanta inoltre una presenza con la nazionale italiana.

## Biografia
Originario di Tucumán, crebbe nel locale club fin dall'età di 6 anni spinto dal fratello maggiore Julio.
Nel 1986 fu a Buenos Aires all'Università di Belgrano e fu ingaggiato dal San Isidro, poi tornò nella sua città d'origine per completare gli studi presso la locale Università Tommaso d'Aquino; in tale periodo militò nel proprio club di formazione e rappresentò la provincia di Tucumán con cui vinse tre campionati argentini consecutivi tra il 1988 e il 1990.
Nel 1991, attesa invano la convocazione della nazionale argentina, si trasferì in Italia all'Amatori Milano, da poco entrato nell'orbita Polisportiva Milan, con cui vinse tre scudetti; divenuto idoneo a rappresentare la F.I.R., fu convocato in nazionale Seven e, a novembre 1995, esordì nella nazionale maggiore a XV per quella che fu la sua unica presenza con l'Italia, allo stadio Olimpico di Roma contro il Sudafrica campioni del mondo del Sudafrica.
Laureato in economia, dopo la fine dell'attività è divenuto agente di commercio e dirigente aziendale in Italia.

## Palmarès
- Campionati argentini: 3
Tucumán: 1988, 1989, 1990
- Campionati italiani: 3
Milan: 1992-93, 1994-95, 1995-96
- Coppe Italia: 1
Milan: 1994-95